# Чудо Георгия о змие

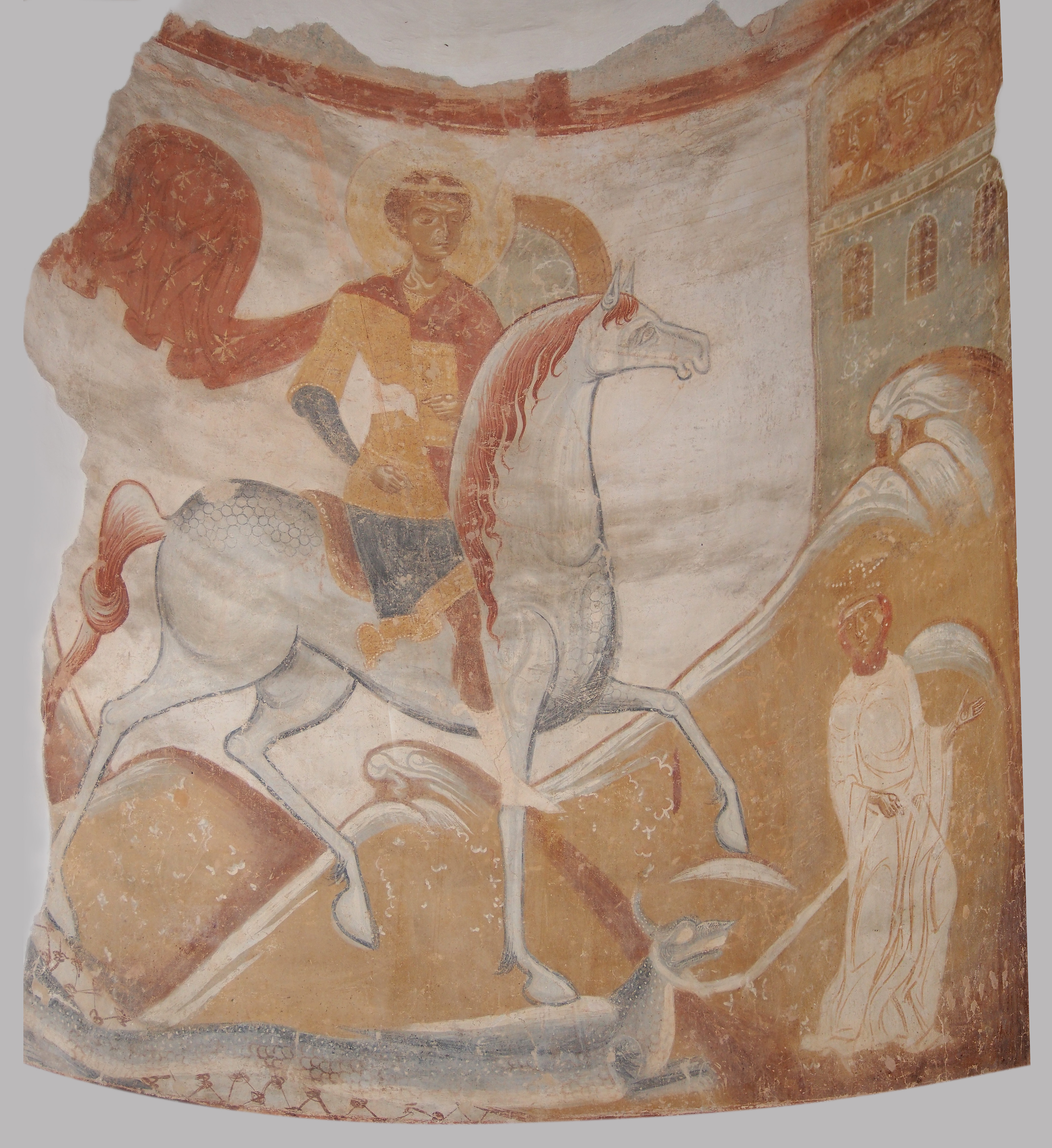
Святой Георгий Победоносец, фреска XII века, Старая Ладога

Чу́до Гео́ргия о зми́е — описанное в житии святого великомученика Георгия Победоносца спасение им царевны от змея (дракона), совершённое им, согласно большинству указаний, уже после смерти. Получило отражение в иконографии данного святого, став самым узнаваемым его изображением.

## Сюжет

Битва святого Георгия с драконом
(Паоло Уччелло, ок. 1456 года)

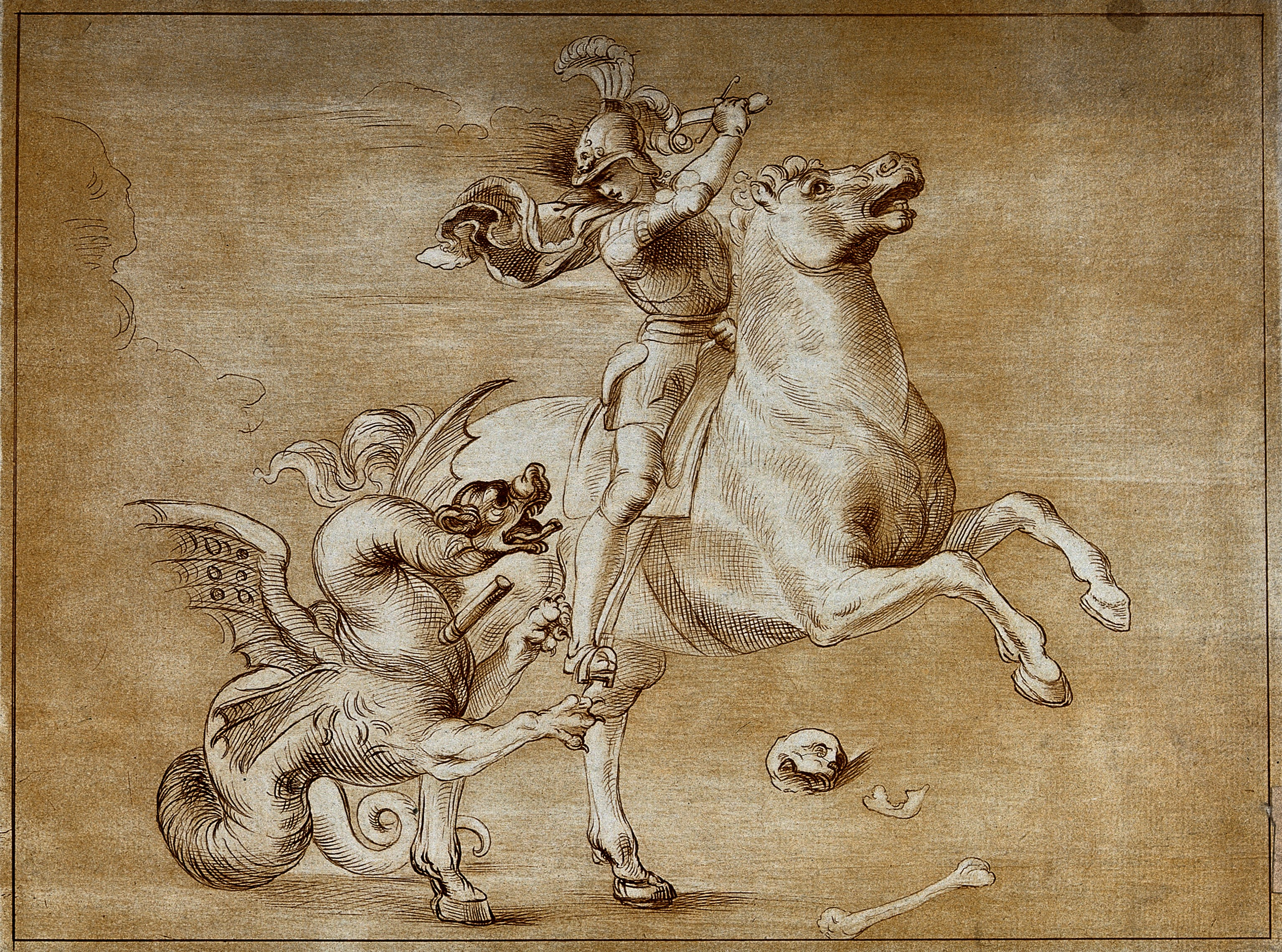
Стефано Мулинари (по оригиналу Рафаэля). Святой Георгий и змей, 1780, б., офорт, акватинта

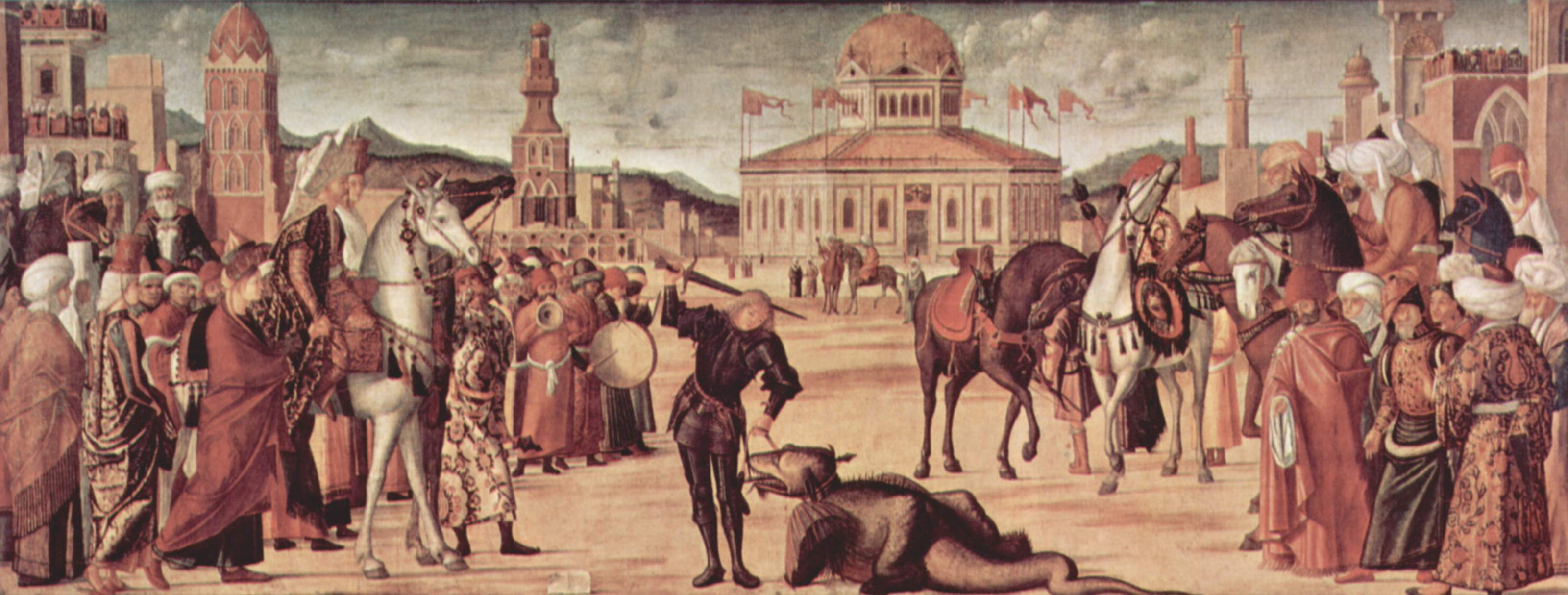
Георгий убивает змея перед горожанами
(Витторе Карпаччо, 1502—1507 годы)

Сказание сообщает, что в окрестностях города Бейрута близ Ливанских гор (в ряде текстов фигурирует вымышленный город Ласия или «Гевал, в земле Палестинской», а у Якова Ворагинского — город Силена в Ливии) в озере жил змей, нападавший на людей. Правил городом царь «грязный идолопоклонник, беззаконник и нечестивец, беспощадный и немилосердный к верующим во Христа». Народ, напуганный чудовищем, пришёл к нему, царь предложил составить список горожан и по очереди отдавать своих детей на растерзание змею, пообещав, когда придёт его очередь, отдать на смерть свою дочь. Исполнив своё обещание, царь «нарядил свою дочь в пурпур и виссон, украсил золотом и драгоценными камнями, и перлами» и повелел отвести к змею.

Святой же и великий мученик, страдалец за веру Христову Георгий, чтимый небесным царем воин, который жил и по смерти, сияя великими чудесами, по Божьему соизволенью желая спасти нас, гибнущих, избавить город наш от этой напасти, в тот же час оказался на месте том в виде простого воина…
— «Чудо Георгия о змие» (список XVI века)
В греческих редакциях сказания чудо описывается как единственное прижизненное (славянская традиция все чудеса Георгия считает посмертными) и сообщается, что Георгий был военачальником, «войско его было распущено, а сам он шёл в Каппадокийскую землю, своё отечество».
Увидев плачущую царевну, он спросил у неё о причине её скорби и, узнав о чудовище, пообещал её спасти. Затем «осенив себя крестным знамением и призвав Господа, со словами: — „во имя Отца, и Сына, и Святого Духа“, — устремился на коне своём на змея, потрясая копьем и, ударив змея с силою в гортань, поразил его и прижал к земле; конь же святого попирал змея ногами». В некоторых вариантах истории змей был поражён только силой молитвы святого. Затем Георгий приказал царевне связать змея поясом и вести его в город. Народ был удивлён возвращением царевны, а увидев змея, в ужасе стал разбегаться. Георгий обратился к ним со словами:

«Не бойтесь! если веруете в Христа, в которого верую я, то увидите ныне спасенье своё».

Царь же, выйдя навстречу ему, сказал ему: «Как зовут тебя, мой господин?»

Он же ответил: «Георгием зовут».

Тогда воскликнули люди все как один, говоря: «Тобою веруем в единого Бога Вседержителя и в единого Сына его, Господа нашего, Иисуса Христа, и в Святой животворный Дух».

Георгий обезглавил мечом змея, труп жители вынесли за город и сожгли. Данное чудо способствовало обращению местных жителей в христианство, крещение по преданию приняло множество человек (в разных списках от 25 000 до 240 000), а в городе построили церковь в честь Богородицы.

## Возможное происхождение и толкование

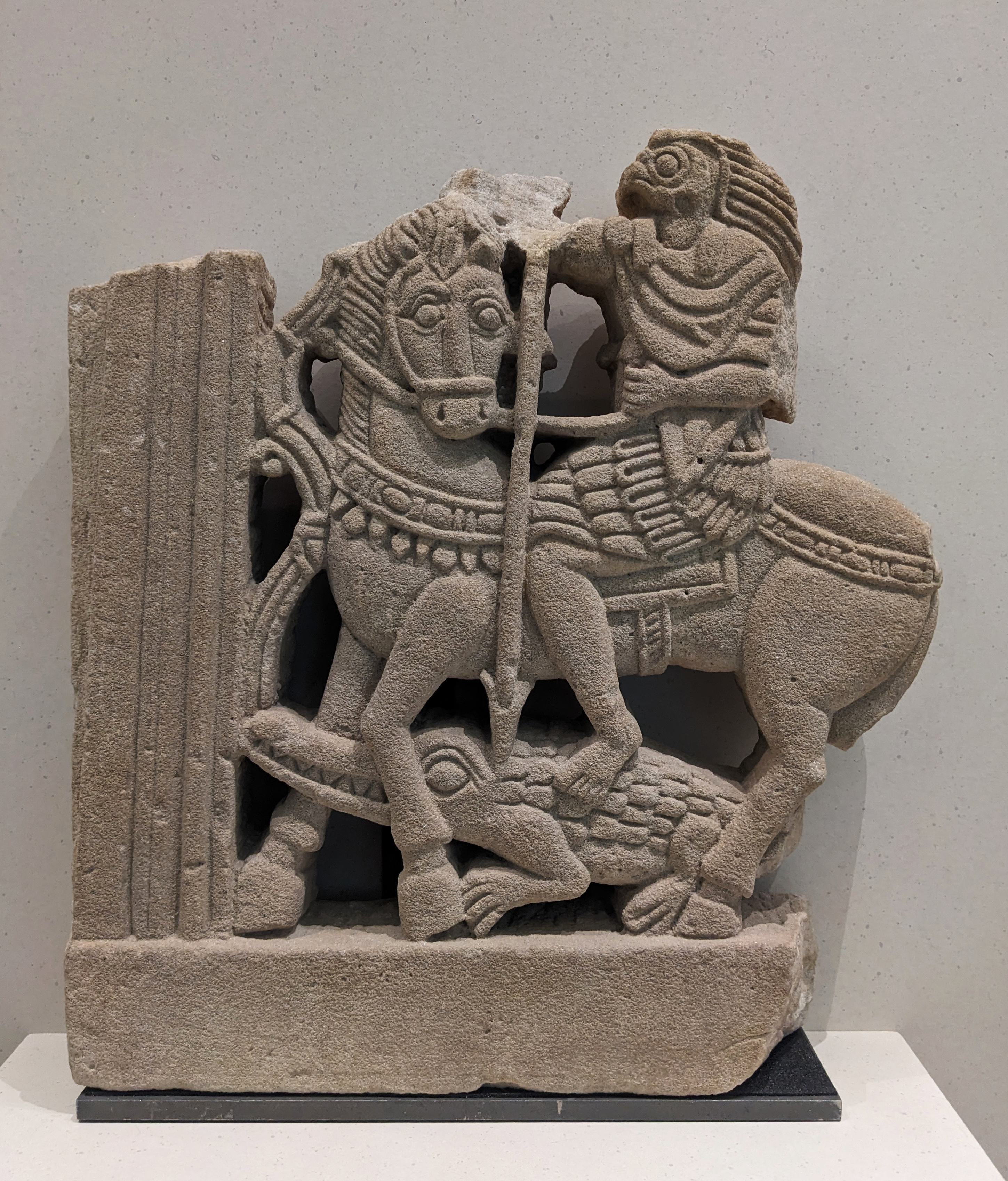
Гор в образе римского всадника пронзает копьём крокодила, олицетворяющего Сета, чтобы отомстить за смерть отца (Египет, IV век н. э.)

Исследователи отмечают, что змееборческая драма известна с древнейших исторических времен (например, шумеро-аккадский Мардук, ведийский Индра) и восходит к дохристианским культам. Античная мифология также знает ряд сходных сюжетов: Зевс побеждает Тифона, имевшего на затылке сто драконовых голов, Аполлон одержал победу над драконом Пифоном, а Геракл над Лернейской гидрой. Наиболее близким по сюжету к чуду Георгия о змие является миф о Персее и Андромеде: Персей побеждает морское чудовище и спасает царевну Андромеду, отданную ему на съедение.
В христианстве чудо Георгия о змие имеет также иносказательное толкование: царевна — церковь, змей — язычество, то есть Георгий, убивая дракона, спасает христианскую церковь от язычников. Также это чудо рассматривается как победа над дьяволом — «древним змием» (Откр. 12:3; 20:2).

## Католицизм
История о Георгии и змие впервые появляется в «Золотой легенде» Якова Ворагинского. Она была легко воспринята и нашла своё отражение в текстах церковных служб, где она сохранялась до реформы, проведенной папой Климентом VII (XVI век), когда часть молитв, в которых упоминалась битва с драконом, была удалена из требников и прочих церковных книг, и он превратился просто в святого мученика, находящегося у небесного престола рядом с Христом.

## Иконография
Изображения Георгия в образе всадника появляются в X—XI века на его родине в Каппадокии, но миниатюры, изображающие его победу над драконом, известны с IX века (псалтырь Лобкова).
Иконописный подлинник приводит следующее пространное описание сюжета, который должен быть изображён на иконе:

Чудо святого Георгия, како избави девицу от змия, пишется тако: святый мученик Георгий сидит на коне белом, в руке имеяше копие и оным колол змия в гортань; а змий вышел из езера вельми страшен и велик; езеро велико, подле езера гора, а на другой стране гора же, а на брезе езера стоит девица, царская дщерь, одеяние на ней царское вельми преизрядное, поясом держит змия и ведет поясом змия во град, а другая девица ворота градския затворяет; град кругом его ограда и башня, с башни смотрит царь, образом рус, брада невелика и с ним царица, а за ними боляре, воины и народ с секирами и копиями.

Однако в большинстве случаев на иконах изображают сокращённую композицию: конный воин поражает копьём змия, а с небес его благословляет Христос или его рука. Иногда над главой Георгия изображают ангела с венцом в руках. Город на иконах обычно изображают в виде башни. Отличительной чертой русских икон, изображающих этот сюжет, является то, что Георгий поражает дракона копьем не в глаз, как в западной живописи, а в пасть.
В иконописи сюжет чуда Георгия о змие представлен как мистическая битва между добром и злом. При этом «Георгий не делает усилий, его господство над врагом выглядит как нечто извечное и предопределенное свыше».

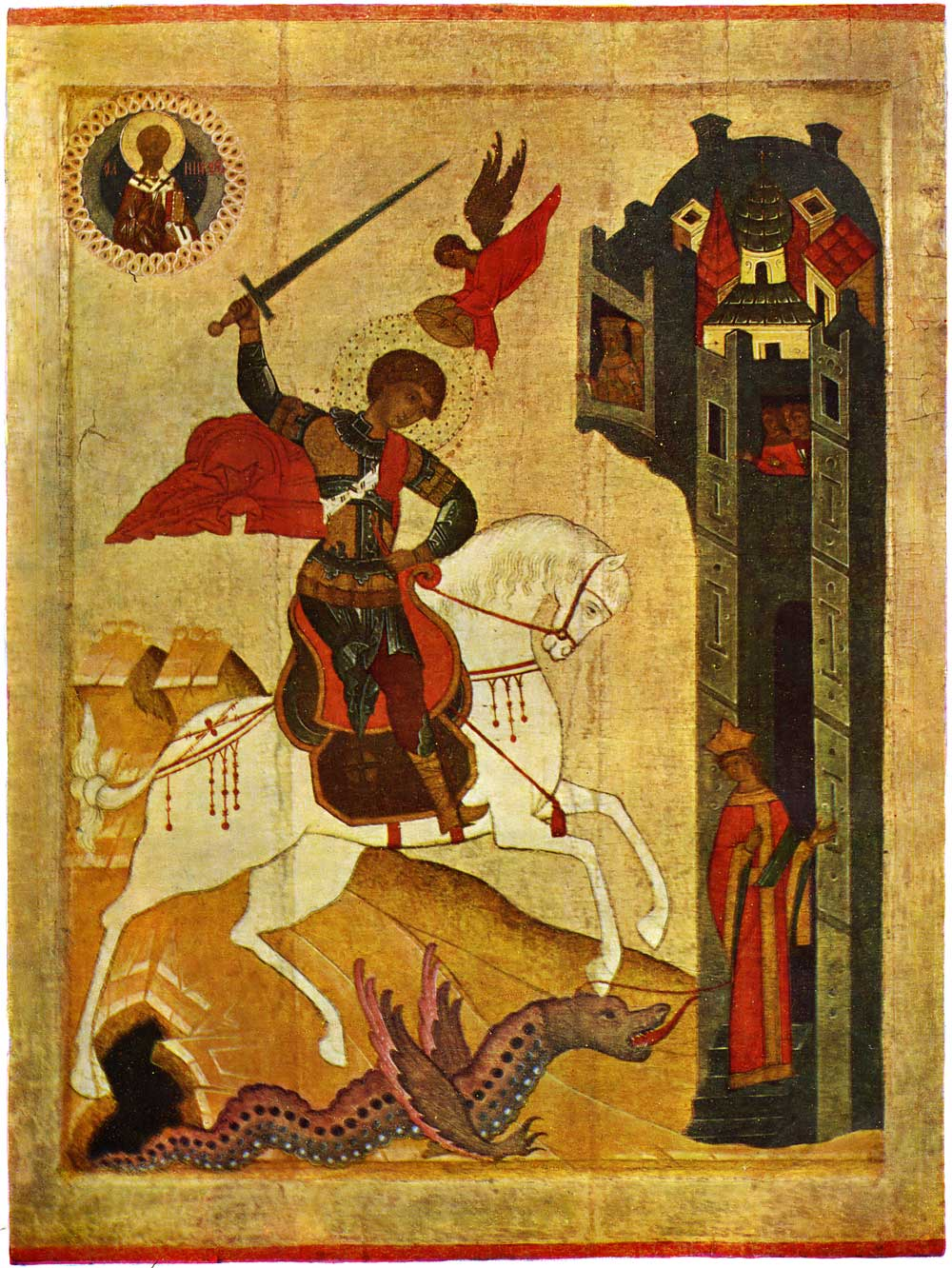
Русская икона конца XV века (полная композиция)
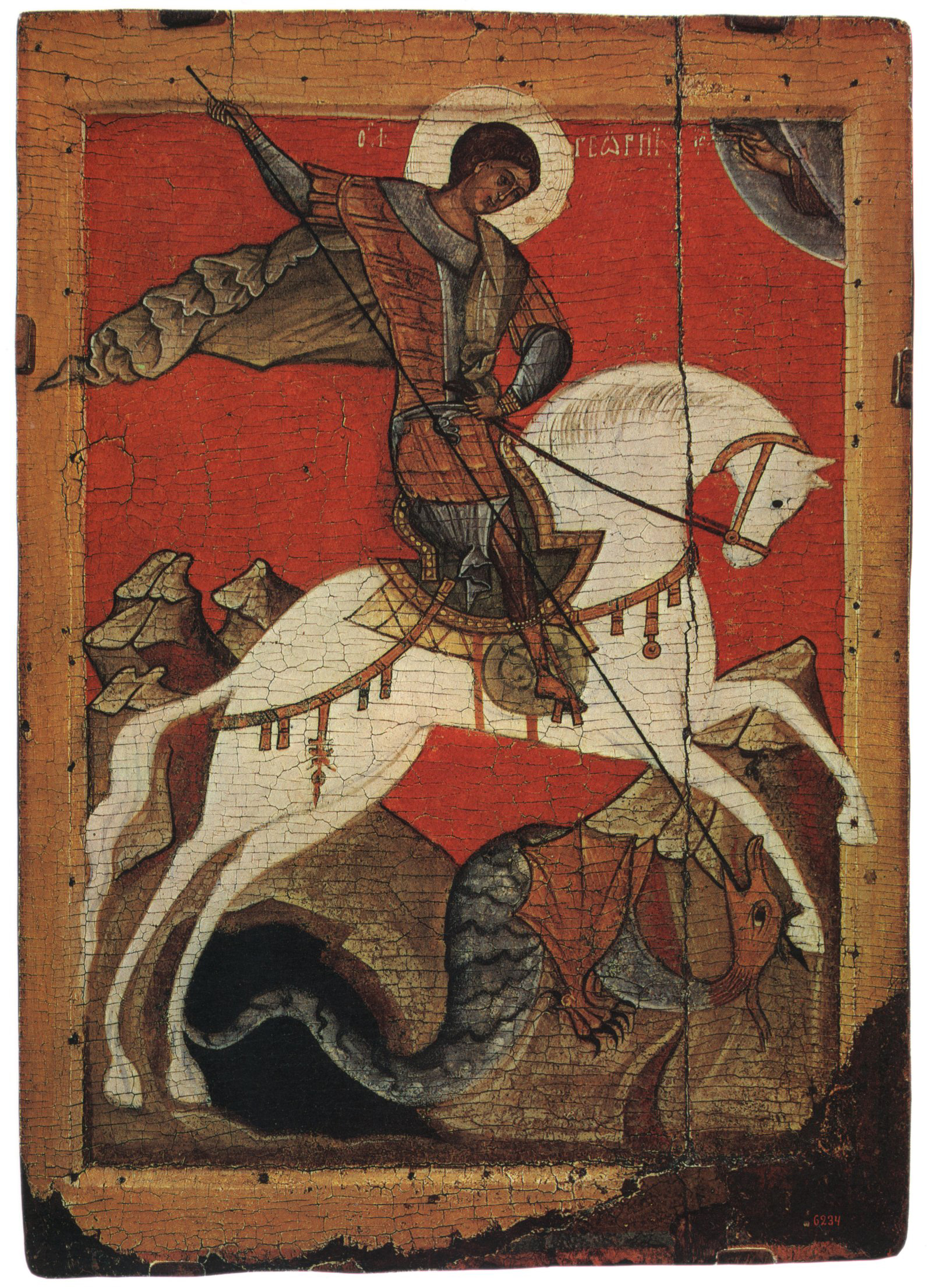
Новгородская икона XV века (сокращённая композиция)
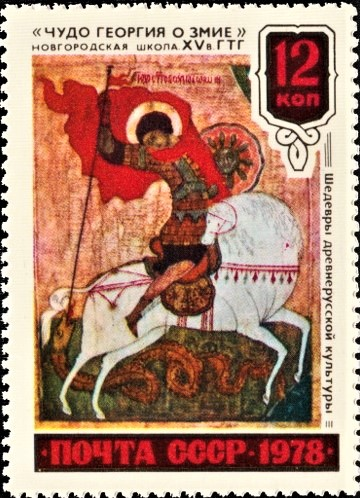
Новгородская икона XV века (сокращённая композиция, ГТГ). Марка Почты СССР, 1978 г.

## Геральдика

Центральный элемент Большого государственного герба Российской империи

Георгий Победоносец со времён Дмитрия Донского считается покровителем Москвы, поскольку город был основан тезоименным ему князем Юрием Долгоруким. Изображение всадника, поражающего копьем змия, с рубежа XIV—XV веков появляется в московской геральдике. Во время правления Ивана III изображение всадника-змееборца утвердилось как герб Московского княжества. В 1710-х годах первым всадника на московском гербе назвал святым Георгием Пётр I.
В Российской империи щит с фигурой всадника, поражающего змия, был частью Большого государственного герба империи:

На груди орла герб московский: в червлёном с золотыми краями щите Святой великомученик и победоносец Георгий, в серебряном вооружении и лазуревой приволоке (мантии), на серебряном, покрытом багряною тканью с золотою бахромою, коне, поражающий золотого, с зелёными крыльями, дракона золотым, с осьмиконечным крестом наверху, копьём.

Герб Москвы

В настоящее время эта фигура в гербе Российской Федерации описывается так «в красном щите, — серебряный всадник в синем плаще на серебряном коне, поражающий серебряным копьём чёрного опрокинутого навзничь и попранного конём змея», то есть без прямой ссылки на святого Георгия, и изображается без нимба. В то же время в гербе Москвы говорится о святом Георгии, поражающем именно змия:

«Герб города Москвы представляет собой изображение на темно-красном геральдическом щите с отношением ширины к высоте 8:9 развернутого вправо от зрителя всадника — Святого Георгия Победоносца в серебряных доспехах и голубой мантии (плаще), на серебряном коне, поражающего золотым копьем черного Змия»

Мариямполе (Литва)
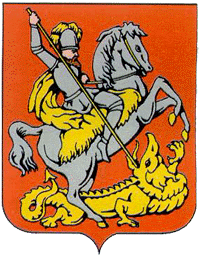
Белый Камень (Украина), 1682
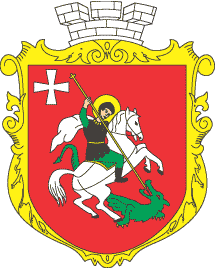
Любомль (Украина)
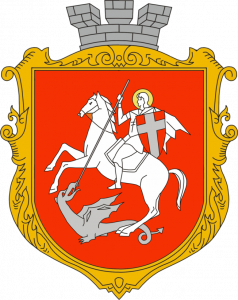
Владимир (Украина)
Каменец-Подольский (Украина), 1374

## Повесть «Чудо Георгия о змие»
Повесть «Чудо Георгия о змие» является памятником древнерусской литературы. Появилась в XI веке как перевод с греческого языка эпизода из жития святого. В конце XII — начале XIII веков появляется русская переработка переводного сказания — так называемая «вторая русская редакция». Она отличается лаконичностью, свойственной оригинальным древнерусским произведениям. В ней заменены некоторые собственные имена (например, введён вымышленный город Гевал), повествование сокращено, а христианская сторона рассказа приглушена (например, в мотивировке действий Георгия).